# Jong PSV
Jong PSV er reservehold for den hollandske fodboldklub PSV Eindhoven fra Eindhoven. Holdet har spillet i Hollands næstbedste række Eerste divisie siden 2013.

## Spillertrup
Oversigten er opdateret til og med 7. januar 2019
| Nr. | Land     | Position | Spiller               |
| --- | -------- | -------- | --------------------- |
|     | Holland  | MM       | Kyan van Dorp         |
|     | Holland  | MM       | Mike van de Meulenhof |
|     | Holland  | MM       | Youri Roulaux         |
|     | Holland  | FO       | Tijn Daverveld        |
|     | Holland  | FO       | Justin de Haas        |
|     | USA      | FO       | Chris Gloster         |
|     | Holland  | FO       | Mees Kreekels         |
|     | Holland  | FO       | Shurandy Sambo        |
|     | Frankrig | FO       | Maxime Soulas         |
| 33  | Holland  | FO       | Jordan Teze           |
|     | Holland  | FO       | Steven Theunissen     |
|     | Holland  | FO       | Dennis Vos            |
|     | Holland  | FO       | Baggio Wallenburg     |
|     | Holland  | FO       | Rico Zeegers          |

| Nr. | Land                | Position | Spiller           |
| --- | ------------------- | -------- | ----------------- |
|     | Belgien             | MI       | Robin Lauwers     |
|     | USA                 | MI       | Richard Ledezma   |
|     | Holland             | MI       | Andrew Mendonça   |
|     | Holland             | MI       | Koen Oostenbrink  |
|     | Holland             | MI       | Robin Schoonbrood |
|     | Holland             | MI       | Damian Timan      |
|     | Bosnien-Hercegovina | AN       | Amar Ćatić        |
|     | Ungarn              | AN       | Olivér Horváth    |
|     | Norge               | AN       | Mathias Kjølø     |
|     | England             | AN       | Noni Madueke      |
|     | Belgien             | AN       | Cyril Ngonge      |
|     | Belgien             | AN       | Sekou Sidibe      |
|     | Holland             | MI       | Nigel Thomas      |
|     | Belgien             | AN       | Yorbe Vertessen   |